# Lappsnylthumla
Lappsnylthumla (Bombus flavidus) är en insekt i överfamiljen bin (Apoidea) som tillhör undersläktet snylthumlor.

## Underarter
Tre underarter har identifierats:
- Bombus flavidus flavidus, som förekommer i norra Europas tajgaområde,
- Bombus flavidus lutescens, som finns i Pyreneerna, samt
- Bombus flavidus alpium, som har Alperna som sitt huvudsakliga utbredningsområde.

## Utbredning
I Europa finns arten i barrskogsbältet (tajgan) i norr från Norge över Sverige och Finland till Ryssland, samt i bergsmiljöerna i Alperna och Pyrenéerna. I Nordamerika förekommer den i spridda populationer i den kanadensiska tundran och tajgan, i sydöstra Kanada och nordöstra USA, längs bergskedjor som Appalacherna, i USA:s västra bergsstater (Arizona, Colorado, Idaho, Montana, Nevada, New Mexico, Utah och Wyoming) samt längs Stilla havskusten från Alaska till Kalifornien. Den förekommer även i Asien.
I Sverige är den mindre vanlig från Dalarna norrut. Fynd har även gjorts söder om Dalarna, men de är alla gamla, från 1970 eller tidigare.
Inte heller i Finland är arten vanlig, men den förekommer över större delen av landet, sedan 1970-talet dock knappast söder om Norra Karelen. Finlands Artdatacenter betraktar den som väletablerad.
Både i Sverige och Finland är den klassificerad som livskraftig ("LC").

## Taxonomi
Den nordamerikanska formen har länge ansetts vara en separat art under namnet Bombus fernaldae, men på basis av DNA-analys har flera auktoriteter framhållit att den bör betraktas som en synonym till lappsnylthumla. Integrated Taxonomic Information System (ITIS) betraktar emellertid fortfarande den nordamerikanska formen som en egen art.

## Beskrivning
Lappsnylthumlan är en liten humla med en kroppslängd mellan 16 och 17 mm för honan, 14 och 16 mm för hanen. Honan är svart med bred, gul krage, gul hjässa och ett likaledes bred gult band i slutet av mellankroppen. På bakkroppen har den ett gult, eller ibland vitt band på tergit 4. Tergit 6 längst bak är oftast rödbrun. Hanen är mer variabelt färgad: Mellankroppen ser ut som på honan, men på den i övrigt svarta bakkroppen kan de tre främsta tergiterna variera mellan att vara helt svarta, helt gula, eller en blandning av färgerna. Tergit 4 är alltid gulhårig, och tergit 5 alltid svarthårig. Tergit 6 och 7 är rödhåriga, ofta med insprängda svarta och ibland gula hår.

## Ekologi
Lappsnylthumlan återfinns från kustområden till bergstrakter, men undviker rena kalfjäll. Som alla snylthumlor är arten inte samhällsbildande; honan övertar i stället ett annat humlebo, dödar eller underkuvar värddrottningen och låter arbetarna i det övertagna boet ta hand om avkomman. Den snyltar på ljunghumla, och troligtvis även lapphumla och berghumla. 
Humlan besöker bland annat vitklöver, mjölkört och gullris. Flygtiderna är från maj till juni för honorna, juli till mitten av augusti för hanarna.

### Bokkälla
- G. Holmström (2007). Humlor - Alla Sveriges arter. Östlings Bokförlag Symposion. ISBN 978-91-7139-776-8

### Fotnoter
1. ↑  ”Bombus flavidus (Fabricius, 1793)” (på engelska). Discover Life. https://www.discoverlife.org/mp/20q?search=Bombus+flavidus. Läst 28 juli 2025.
2. 1 2 3 4 5 6 7 8 9 10 11 12 13 14  ”Bombus flavidus Eversmann, 1852” (på engelska). ITIS. https://www.itis.gov/servlet/SingleRpt/SingleRpt?search_topic=TSN&search_value=714907#null. Läst 7 april 2024.
3. ↑  ”lappsnylthumla Bombus flavidus Eversmann, 1852”. Taxonomi. Artdatabanken. 2024. https://artfakta.se/taxa/103251/taxonomi. Läst 29 september 2024.
4. 1 2  Pierre Rasmont et al. (9 december 2013). ”Bombus (Psithyrus) flavidus Eversmann, 1852” (på engelska). Atlas Hymenoptera. Université de Mons. http://www.atlashymenoptera.net/pagetaxon.asp?tx_id=3081. Läst 6 maj 2017.
5. 1 2  Hatfield, R., Jepsen, S., Thorp, R., Richardson, L. & Colla, S. 2014 Bombus flavidus . Från: IUCN 2014. IUCN Red List of Threatened Species. Version 2018.1. Läst 4 juli 2023.
6. 1 2 3 4 5 6  ”Lappsnylthumla Bombus flavidus Eversmann, 1852”. Artfakta. Artdatabanken. 2022. https://artfakta.se/taxa/103251/information. Läst 29 september 2024.
7. ↑  ”Bombus flavidus – Bläddra observationer”. Finlands Artdatacenter. 2025. https://laji.fi/sv/observation/map?target=MX.204733&countryId=ML.206&recordQuality=EXPERT_VERIFIED,COMMUNITY_VERIFIED,NEUTRAL&needsCheck=false. Läst 28 juli 2025.
8. 1 2  Juho Paukkunen (2019). ”Lappsnylthumla – Bombus flavidus Nylander, 1848”. Finlands Artdatacenter. https://laji.fi/sv/taxon/MX.204733. Läst 28 juli 2025.
9. ↑  Cameron, S.A.; Hines, H.M.; Williams, P.H. (2007). ”A comprehensive phylogy of the bumble bees (Bombus)” (på engelska). Biological Journal of the Linnean Society 91:  sid. 180 (21). doi:10.1111/j.1095-8312.2007.00784.x. https://www.researchgate.net/publication/227534132_A_comprehensive_phylogeny_of_the_bumble_bees_Bombus_BUMBLE_BEE_PHYLOGENY. Läst 28 juli 2025.
10. ↑  ”Bombus fernaldae (Franklin, 1911)” (på engelska). Integrated Taxonomic Information System (ITIS). https://www.itis.gov/servlet/SingleRpt/SingleRpt?search_topic=TSN&search_value=714801#null. Läst 29 september 2024.
11. 1 2  G. Holmström Humlor - Alla Sveriges arter sid 154–155
12. ↑  G. Holmström Humlor - Alla Sveriges arter sid. 62–63